# Gheorghe Buzdugan
Gheorghe V. Buzdugan (Focşani, 10 de fevereiro de 1867 – Bucareste, 7 de outubro de 1929) foi um jurista e político romeno. Foi nomeado presidente da Alta Corte de Cassação e Justiça pelo rei Fernando I em 1924. Gheorghe renunciou ao cargo em 5 de junho de 1927 para compor, juntamente com o príncipe Nicolau e o patriarca Miron Cristea, a Alta Regência da Romênia, durante a menoridade do rei Miguel I. Eleito membro honorário da Academia Romena em 1929, ele morreu no mesmo ano, sendo substituído na regência por Constantin Sărățeanu.